# De knop
De knop, of De flit is erger dan de vliegen of simpelweg De knop is een eenakter geschreven door Harry Mulisch. Het stuk werd geschreven in 1958, uitgegeven door De Bezige Bij (1e druk 1960) en voor het eerst opgevoerd in Brussel, met veel tumult. Later werd het ook als televisiespel uitgezonden.
Het toneelstuk gaat over de vernietiging van de wereld door de atoombom. Aan het einde van dit toneelstuk wordt de hele wereld door de wc gespoeld.
Het stuk werd uitgevoerd door het Willem Breukercollectief en het Nederlands Blazersensemle.
De regie was in handen van Lodewijk de Boer.
Het producerend gezelschap was de Theaterunie.